# 轉生貴族的異世界冒險錄～不知自重的眾神使徒～
《轉生貴族的異世界冒險錄～不知自重的眾神使徒～》是日本作家夜州創作的輕小說系列，由2016年10月28日起在成為小說家吧連載，2017年6月15日起經一二三書房發行實體書，擔綱插圖。改編漫畫由2018年3月25日起開始在網上連載，由nini繪畫。全12集電視動畫於2023年4月至6月播放。

## 登場人物

### 主要人物
凱恩·馮·西爾佛德（Cain von Silford，聲：南條愛乃）
卡努姆·馮·西爾佛德·古拉西亞邊境伯爵與第二夫人莎拉·馮·西爾佛德所生的三男。
前世為椎名和也（Shiina Kazuya），因為救了真鍋沙織的妹妹真鍋愛美而死亡，也因此轉生。在三歲時因意外提早恢復轉生前的記憶。
神的使徒，獲眾神寵愛的天之驕子。
在文庫第1卷，十歲時因救了被半獸人襲擊的特勒絲蒂雅·特拉·艾斯福特、希爾可·馮·桑塔那而授爵，成為男爵。
在文庫第2卷末，十二歲春季時晉升為子爵，成為朵霖托爾城鎮領主，全名改為凱恩·馮·西爾佛德·朵霖托爾（Cain von Silford Dorinthol）。
與特勒絲蒂雅·特拉·艾斯福特、希爾可·馮·桑塔那、蒂法娜·馮·李貝爾特有婚約。
登錄成為冒險者的第一天，繳交了五十只哥布林的耳朵和三十只蜥蜴人，加上蒂法娜向其兄長公會會長艾狄指出，凱恩十歲時已比蒂法娜更強，因而升格為A級冒險者。
王立學園S班首席，選修貴族科、冒險科、魔法科與魔道具科。
白（Haku，聲：湯淺楓）
神獸芬里爾，全身白色毛皮的神狼，凱恩於法彼尼珥修行時被凱恩所救，及後跟隨凱恩。
銀（Gin，聲：大野柚布子）
神龍族，真名不明，神龍多蘭與璐莉之子，全身銀白色鱗片，由於多蘭希望銀可以多見識世界，凱恩於法彼尼珥修行結束時在多蘭要求下跟隨凱恩。
賽特·範·達路修坦因（Seto van Dalstein，聲：前野智昭）
魔族，魔族之國中南之國的魔王，被凱恩的召喚魔法召喚，很怕老婆。
特勒絲蒂雅·特拉·艾斯福特（Telestia Terra Esfort，聲：石見舞菜香）
艾斯福特王國里的第三王女，與凱恩‧馮‧西爾佛德有婚約，父親為國王雷克斯·特拉·艾斯福特。
王立學園S班次席，選修貴族科、內政科。
希爾可·馮·桑塔那（Silk von Santana，聲：內田彩）
艾力克·馮·桑塔那·馬魯畢庫公爵的次女，與凱恩‧馮‧西爾佛德有婚約。
王立學園S班三席，選修貴族科、商業科。
蒂法娜·馮·李貝爾特（Tifana von Ribelt，聲：德井青空）
艾斯福特王國里的近衛騎士團團長，精靈族，爵位為名譽子爵，李貝爾特公爵的女兒，因為精靈族外貌基本不變，所以不在意自己年紀。
戰鬥狂有武神的加護，希望丈夫是比自己強的男人。
與凱恩‧馮‧西爾佛德有婚約，身上的配劍是凱恩在法彼尼珥世界打造的。

### 西爾佛德家
卡努姆·馮·西爾佛德·古拉西亞（Garm von Silford Gracia，聲：鳥海浩輔）
凱恩·馮·西爾佛德的父親。也是艾斯福特王國里的治理古拉西亞領的古拉西亞邊境伯爵。
卡努姆有兩位妻子，第一夫人的名字是瑪麗亞·馮·西爾佛德，第二夫人的名字是莎拉·馮·西爾佛德。
第一夫人有兩個兒子，吉恩·馮·西爾佛德和亞雷克·馮·西爾佛德。
第二夫人有一個女兒，一個兒子，姐姐雷妮·馮·西爾佛德，以及弟弟凱恩‧馮‧西爾佛德。
莎拉·馮·西爾佛德（Sarah von Silford，聲：豐崎愛生）
凱恩的母親，卡努姆的第二夫人。
桑托斯子爵的長女，原名為莎拉·馮·葛雷塔（Sarah von Galette）。
葛雷塔家為女系家族，因此桑托斯想招女婿與莎拉結婚，但因為討厭就離家出走。
離家出走後成為冒險者，一度升至C級，冒險者隊伍的中的回複魔法師。
在魔物之森狩獵的時候，遇見了卡努姆。卡努姆為了訓練，以少人數進行狩獵，但卡努姆在背負著受傷的成員從森林撤退時遇見，施展回複魔法幫助卡努姆的同伴回複了。卡努姆因被莎拉凜然的氣質吸引而向莎拉求婚。
雷妮·馮·西爾佛德（Reine von Silford，聲：花井美春）
凱恩的姐姐，卡努姆與第二夫人莎拉所生西爾佛德家的長女，第二王子的婚約者。
弟控，使用狀態魔法時，稱號中出現「超喜歡凱恩的女孩」。
王立學園學生會副會長。
瑪麗亞·馮·西爾佛德（Maria von Silford）
卡努姆的第一夫人。
吉恩·馮·西爾佛德（Jin von Silford，聲：高梨謙吾）
凱恩的大哥，卡努姆與第一夫人瑪麗亞所生西爾佛德家的長男。
在文庫第2卷的時候，為準備日後繼承古拉西亞領，在古拉西亞領擔任代理官。
亞雷克·馮·西爾佛德（Alex von Silford，聲：堀江瞬）
凱恩的二哥，卡努姆與第一夫人瑪麗亞所生西爾佛德家的次男，為準備日後幫助吉恩，王立學園時選修內政科。
在文庫第3卷的時候，替代因襲擊凱恩而被捕的艾萊伊夫，成為朵霖托爾的代理官。

#### 僕人
希爾維亞（Silvia，聲：依田菜津）
凱恩的專屬女僕，兼凱恩王都宅邸的女僕長。
柯南（Koran，聲：柳晃平）
凱恩王都宅邸的執事，塞巴斯的侄子。
塞巴斯（Sebas，聲：關幸司）
卡努姆的執事。
達爾梅西亞
詳見朵霖托爾
沙邦
吉恩的執事。
蘿拉
詳見朵霖托爾

### 艾斯福特王國

#### 王城
雷克斯·特拉·艾斯福特（Rex Terra Esfort，聲：宇垣秀成）
艾斯福特王國第十五代國王，特勒絲蒂雅·特拉·艾斯福特的父親。
艾力克·馮·桑塔那·馬魯畢庫（Eric von Santana Malpeque，聲：新垣樽助）
艾斯福特王國里治理馬魯畢庫領的公爵，同時兼任王立學園的統籌管理官。
希爾可·馮·桑塔那的父親，有三名妻子。
馬格納·馮·德拉哈特（Magna von Terrahart，聲：楠見尚己）
艾斯福特王國里的宰相，爵位為侯爵。
泰晤·馮·卡薩多（Dime von Ghazat，聲：安田陸矢）
艾斯福特王國里的近衛騎士團副團長，爵位為騎士爵，卡薩多家子爵的次男。
王妃（聲：中村櫻）
艾斯福特王國王妃。
葛拉托（Gurat，聲：田丸篤志）
艾斯福特王國里的宮廷魔法師，同時兼任王立學園魔法科召喚魔法的講師。
瑪露塔
被半獸人襲擊時，與特勒絲蒂雅、希爾可同乘馬車的侍女。
鐵洛特
被半獸人襲擊時，近衛騎士團的護衛之一。
奈特
被半獸人襲擊時，近衛騎士團的護衛之一，抵達王都時被護衛隊長命令先前向泰晤副團長報告。
王太子妃
艾斯福特王國王太子妃，希爾可的姐姐，艾力克公爵的長女。
羅蘭·特拉·艾斯福特（Rolan Terra Esfort）
艾斯福特王國里的第二王子。

#### 薩拉康商會
帕魯瑪（Palma，聲：大野柚布子）
在古拉西亞領經營薩拉康商會莎比羅斯的女兒，貓獸人族，十歲起當見習協助伯父塔瑪尼司經營王都的薩拉康商會。
凱恩的朋友，五歲時於凱恩的披露會上認識凱恩，王立學園A班。
莎比羅斯（Sabinos，聲：間島淳司）
在古拉西亞領經營薩拉康商會，帕魯瑪的父親，塔瑪尼司的弟弟，貓獸人族。
塔瑪尼司（Tamanis，聲：羽多野渉）
在王都經營薩拉康商會，帕魯瑪的伯父，莎比羅斯的哥哥，貓獸人族。
出售凱恩發明的商品的生意夥伴。

#### 王立學園
凱恩·馮·西爾佛德
詳見主要人物
特勒絲蒂雅·特拉·艾斯福特
詳見主要人物
希爾可·馮·桑塔那
詳見主要人物
帕魯瑪
詳見薩拉康商會
莉兒塔娜·凡·拜薩斯
詳見拜薩斯帝國
哈比特·馮·德馬梅斯（Habit von Demames，聲：小島幸子）
戈爾吉諾侯爵的長子，有兩名子爵的兒子作跟班，王立學園B班。
柯李特
凱恩的朋友，平民，老家經營魔道具店，王立學園S班，與凱恩一同上魔法科與魔道具科的課程。
王立學園園長（聲：園江治）
王立學園園長。
愛露卡·馮·波特徠（Elka von Portlay，聲：日笠陽子）
王立學園S班班主任。
在動畫中兼任魔法科導師。
梅莉沙（Melissa）
魔法科導師。
波剛（Bogan，聲：高橋伸也）
冒險科導師。
瑟里納（Selina）
魔道具科導師。
索露艾·馮·雷甘特
詳見米辛岡

#### 貴族
托里斯·馮·薩拉帕斯·勒梅斯達
詳見勒梅斯達
薩萊伊·馮·馬克雷恩（Saray von MacLaine）
在文庫第1卷的時候，在古拉西亞領擔任代理官，爵位為男爵。
沙法爾·馮·塔魯馬爾·雷洛瑪（Safa von Tarmar Renoma）
艾斯福特王國里治理雷洛瑪城鎮的子爵，雷洛瑪在古拉西亞領及王都之間的路上。
戈爾吉諾·馮·德馬梅斯（Corzino von Demames，聲：落合福嗣）
艾斯福特王國里的外務大臣，爵位為侯爵，與凱恩互相討厭。
雷桑·馮·李貝爾特（Layson von Ribelt）
艾斯福特王國里治理李貝爾特領的公爵，精靈族，蒂法娜與艾狄的父親。
在艾斯福特王國北部，管理北之森的李貝爾特領原本是精靈族的國家，由於是自治領，所以基本和獨立的國家差不多。
桑托斯·馮·葛雷塔·丹洛夫
詳見丹洛夫
巴爾塔·馮·迪利克·桑德爾
詳見桑德爾
桑茲·馮·雷甘特·米辛岡
詳見米辛岡

#### 勒梅斯達
托里斯·馮·薩拉帕斯·勒梅斯達（Tris von Sarabas Lamesta）
艾斯福特王國里治理邊境堡壘城市勒梅斯達的子爵，勒梅斯達與古拉西亞領及拜薩斯帝國接壤。
卡努姆的老相識。
蕾席雅·馮·薩拉帕斯
托里斯的妻子。
哈穆爾·馮·薩拉帕斯
托里斯的長男。
菲里歐·馮·薩拉帕斯
托里斯的次男。
史拉德
邊境堡壘城市勒梅斯達的騎士，在模擬戰時被凱恩打敗。
戴爾
邊境堡壘城市勒梅斯達的騎士，在模擬戰時被凱恩打敗。

#### 朵霖托爾
凱恩·馮·西爾佛德·朵霖托爾
詳見主要人物
亞雷克·馮·西爾佛德
詳見西爾佛德家
達爾梅西亞（Dalmatia，聲：中田讓治）
凱恩朵霖托爾宅邸的執事，魔族，賽特手下的原四魔將之一，馴蟲師。
露拉（Lula）
狐獸人族，與凱恩同樣為轉生者，因前世在大學修讀建築，被凱恩推薦，成為朵霖托爾的內政官。
在狐人族中，由於白狐返祖的現象有來不幸的說法，被村落賣給奴隸商，運送時因魔物襲擊，被當作誘餌而受傷。之後桑德拉馬爾商會的馬車偶然路過，護衛的冒險者將魔物驅除後被桑德拉馬爾商會收留。後來被凱恩發現時被凱恩買下收留。
被凱恩發現時，失去雙腳，在凱恩施展超級回復魔法『完美治癒術』後恢復。
蘿拉（Laura）
狐獸人族，露拉的妹妹，成為朵霖托爾宅邸的見習女僕。
在狐人族中，由於白狐返祖的現象有來不幸的說法，被村落賣給奴隸商，運送時因魔物襲擊，被當作誘餌而受傷。之後桑德拉馬爾商會的馬車偶然路過，護衛的冒險者將魔物驅除後被桑德拉馬爾商會收留。後來被凱恩發現時被凱恩買下收留。
被凱恩發現時，失去右臂，在凱恩施展超級回復魔法『完美治癒術』後恢復。
芮蒂亞
詳見冒險者公會
李齊薩茲
詳見冒險者公會
貝蒂
詳見冒險者公會
艾萊伊夫（Elive）
在朵霖托爾擔任代理官，類似公務員從平民變成的代理官。
暗地裡有很多不法勾當，並因與冒險者公會朵霖托爾分部副會長貝蒂、司祭斯塔古、朵霖托爾闇公會的公會長里克互相勾結襲擊凱恩而被捕。
斯塔古
詳見馬林福特教
里克（Rick）
朵霖托爾闇公會的公會長。
暗地裡有很多不法勾當，並因與冒險者公會朵霖托爾分部副會長貝蒂、代理官艾萊伊夫、司祭斯塔古互相勾結襲擊凱恩而被捕。
歐拉
詳見冒險者公會

##### 貓咪寧靜亭
艾娜庫（Ennak，聲：白砂沙帆）
在朵霖托爾經營貓咪寧靜亭的達修與西米嘉的女兒，貓獸人族。
達修（Dash）
在朵霖托爾經營貓咪寧靜亭的老闆，艾娜庫的的父親，妻子是西米嘉，貓獸人族。
西米嘉（Himika）
在朵霖托爾經營貓咪寧靜亭的老闆娘，艾娜庫的的母親，達修的妻子，貓獸人族。

#### 丹洛夫
桑托斯·馮·葛雷塔·丹洛夫（Santos von Galetta Danlof）
艾斯福特王國里治理丹洛夫城鎮的子爵，丹洛夫在馬魯畢庫領及王都之間的路上。
凱恩的外祖父，凱恩前往馬魯畢庫領時，幫助了被盜賊襲擊的桑托斯，被桑托斯招待一晚，在辨明凱恩是莎拉的孩子之前，都一直說希望凱恩成為孫女婿。
拉拉·馮·葛雷塔（Lara von Galette）
凱恩和雷妮的姨姨，桑托斯子爵的次女。
莉拉·馮·葛雷塔（Leela von Galetta）
桑托斯子爵的孫女，拉拉的長女。
洛迪克
丹洛夫城鎮的騎士團團長。

#### 馬魯畢庫
艾力克·馮·桑塔那·馬魯畢庫
詳見王城
希爾可·馮·桑塔那
詳見主要人物
諾維爾·馮·桑塔那（Noel von Santana）
希爾可的大哥，艾力克公爵的長男，馬魯畢庫的代理官。
德利塔·馮·桑塔那（Deleeta von Santana）
希爾可的二哥，艾力克公爵的次男，馬魯畢庫騎士團團長。
個性不懂變通，只聽艾力克公爵的話，對擔任代理官的長子的諾維爾懷有強烈的競爭心。

#### 桑德爾
巴爾塔·馮·迪利克·桑德爾
艾斯福特王國里治理桑德爾城鎮的子爵，桑德爾在米辛岡及王都之間的路上。
下令經過桑德爾包括冒險者的旅客及商人支付一枚銀幣入城費(接受桑德爾的委託除外)，違反艾斯福特王國與冒險者公會的約定。
被凱恩要脅向下王都本部會長艾狄舉報，才下令不收取冒險者的入城費。
達爾塔·馮·迪利克
艾斯福特王國里的冒險者公會桑德爾分部會長，巴爾塔子爵的哥哥。

#### 米辛岡
桑茲·馮·雷甘特·米辛岡（Sanz von Legant Misinga）
艾斯福特王國里治理米辛岡城鎮的伯爵，米辛岡在艾斯福特王國最南端的港口城鎮。
會與冒險者一同上前線，狩獵魔物。
凱恩因為想吃海邊的美食，利用週末向米辛岡飛去，與凱恩在海上一起打倒海怪，被桑茲招待一晚。凱恩打算身為冒險者隱藏身份，但是因為出席次女索露艾的入學禮見到首席的凱恩的入學致詞，立即認出凱恩而被暴露。
與卡努姆同屆的同學。
奧爾提雅·馮·雷甘特
桑茲伯爵的妻子。
蕾莉奈·馮·雷甘特（Leline von Legant）
桑茲伯爵的長女。
一直對著亞雷克有好感。
索露艾·馮·雷甘特
桑茲伯爵的次女。
王立學園A班。

#### 馬林福特教
哈拿姆（Harnam）
馬林福特教國派到艾斯福特王國王都擔任司教，負責管理艾斯福特王國內全國的馬林福特教教會。
對司祭斯塔古貪污、收取高額治療費及襲擊凱恩感到憤怒。
斯塔古（Stagg）
在朵霖托爾的馬林福特教教會擔任司祭。
暗地裡有很多不法勾當，並因與冒險者公會朵霖托爾分部副會長貝蒂、代理官艾萊伊夫、朵霖托爾闇公會的公會長里克互相勾結襲擊凱恩而被捕。

#### 其他
馬帝亞斯（Mathews）
在文庫第1卷的時候，在古拉西亞經營納魯尼斯商會古拉西亞領分店的分店長。
被凱恩討厭。
桑德拉馬爾（Sandaramar）
在王都經營奴隸商的桑德拉馬爾商會會長。
收留其他奴隸商運送時因魔物襲擊，被當作誘餌的白狐姊妹露拉與蘿拉。

### 冒險者與冒險者公會

#### 冒險者
米璃（Milly，聲：大西沙織）
凱恩·馮·西爾佛德五歲至八歲時的家庭教師，凱恩畢業時穫凱恩贈送其親自製作的魔法包。
D級冒險者，使用劍戰鬥，在文庫第2卷的時候升格為B級冒險者，庫洛德的妹妹。
妮娜（Nina，聲：山村響）
凱恩·馮·西爾佛德五歲至八歲時的家庭教師，凱恩畢業時穫凱恩贈送其親自製作的魔法包。
D級冒險者，精靈族，使用魔法戰鬥，在文庫第2卷的時候升格為B級冒險者。
庫洛德（Claude，聲：小林千晃）
外號「冰炎的庫洛德」，米璃的哥哥，妻子是麗娜，使用劍戰鬥，與妻子組成隊伍「冰炎」。
A級冒險者實力強大，可以和只用三成力量十二歲的凱恩戰鬥。
很怕老婆。
麗娜（Lina，聲：內田真禮）
庫洛德的妻子，使用魔法戰鬥，與丈夫組成隊伍「冰炎」。
A級冒險者實力強大。
酒醉時曾經強迫凱恩做魔法包。
克羅斯（聲：柳田淳一）
C級冒險者，凱恩第一次外出冒險及訓練時，在古拉西亞的冒險者公會糾纏米璃與妮娜後，被凱恩用體術打敗。

#### 冒險者公會
艾狄·馮·李貝爾特（Eden von Ribelt，聲：松風雅也）
艾斯福特王國里的冒險者公會王都本部會長，蒂法娜·馮·李貝爾特的哥哥。
芮蒂亞（Letia，聲：桑原由氣）
艾斯福特王國里的冒險者公會王都本部主任，後來調升至朵霖托爾分部任副會長。
露蒂（Rudy，聲：諏訪彩花）
艾斯福特王國里的冒險者公會古拉西亞分部櫃檯接待員，犬獸人族，在文庫第2卷的時候升任至古拉西亞分部領班。
賽德理克（Cedric，聲：伊藤健太郎）
艾斯福特王國里的冒險者公會王都本部副會長。
椿
艾斯福特王國里的冒險者公會古拉西亞分部櫃檯接待員，貓獸人族。
濟盧
艾斯福特王國里的冒險者公會古拉西亞分部倉庫主管。
蓋蘭
艾斯福特王國里的冒險者公會古拉西亞分部副會長。
李齊薩茲（Rikisetsu）
艾斯福特王國里的冒險者公會朵霖托爾分部會長，因傷引退的原S級冒險者。
艾狄評為「頭腦簡單、四肢發達，但個性很直率」。
貝蒂（Betty）
艾斯福特王國里的冒險者公會朵霖托爾分部副會長。
暗地裡有很多不法勾當，並因與代理官艾萊伊夫、司祭斯塔古、朵霖托爾闇公會的公會長里克互相勾結襲擊凱恩而被捕。
歐拉
艾斯福特王國里的冒險者公會朵霖托爾分部櫃檯接待員。
達爾塔·馮·迪利克
詳見桑德爾

### 馬林福特教國
雛田·里拉·馬林福特（Hinata Lyra Marineford）
馬林福特教國聖女，本是農家女而因為其聖女的家戶被帶到教國首都教育。
厭倦教國內部的政治鬥爭，也討厭其他樞機卿和司教們也老是對他說「將來，能不能嫁給我的孩子呢？」
因為神諭的原因加上凱恩自身的魅力，而喜歡上他。
哈拿姆
詳見馬林福特教
玫莉涅·里拉·馬林福特
詳見三百年前勇者一行

### 拜薩斯帝國
莉兒塔娜·凡·拜薩斯（Liltana van Baisas）
拜薩斯帝國第六皇女，王立學園S班轉校生。
在文庫第1卷特典，由於皇女身份的枷鎖，沒有人願意跟其正面交流。八歲時，因為希望拋開皇女頭銜，被當成平凡女孩看待，而異想天開希望到國外生活。為此不顧他人反對，假扮商人的女兒前往艾斯福特王國，並於勒梅斯達的市場與凱恩相遇，互相為對方挑選項鏈，當時只以莉兒塔娜自稱。之後連續兩天，為了見到凱恩而再次到市場。
十三歲時，以收集艾斯福特王國的情報作借口，欺騙其父皇，轉校至艾斯福特王國王立學園留學，但其實是為了與凱恩重逢。
費爾南德斯·凡·拜薩斯（Fernandez van Baisas）
拜薩斯帝國的第三十八任皇帝，莉兒塔娜的父親。
真鍋沙織（Manabe Saori）
凱恩的前世椎名和也的青梅竹馬，一直喜歡著和也。椎名和也死後數年依然無法忘記，並且迷戀著他。在文庫第6卷的最後，被帝國召喚到畢爾迪尼那，成為入侵其他國的爪牙。
真鍋愛美（Manabe Ami）
真鍋沙織的妹妹。在文庫第6卷的最後，被帝國召喚到畢爾迪尼那，成為入侵其他國的爪牙。

### 三百年前勇者一行
平澤優也／優也·特拉·平澤·艾斯福特（Hirasawa Yuuya／Yuuya Terra Hirasawa Esfort，聲：逢坂良太）
在原來的世界死亡後，被前任聖女玫莉涅召喚，稱號為勇者。
亞隆在三百年前被勇者平澤優也聯手聖騎士椎名聖也、賢者椎名惠、聖女玫莉涅及其他人封印。
最後以優也·特拉·平澤·艾斯福特的這個名字成為初代艾斯福特國王，而在封印亞隆後成為神族，之後成為法彼尼珥世界的創造神。
在創造神賽洛姆拜託下成為凱恩的師父。
椎名聖也／聖也·椎名（Shiina Seiya／Seiya Shiina，聲：秋吉徹）
椎名和也的父親，惠的丈夫。
在原來的世界死亡後，被前任聖女玫莉涅召喚，稱號為聖騎士。
亞隆在三百年前被勇者平澤優也聯手聖騎士椎名聖也、賢者椎名惠、聖女玫莉涅及其他人封印。見到妻子被殺害，賭上性命牽制住亞隆，讓其被勇者封印。
椎名惠／惠·椎名（Shiina Megumi／Megumi Shiina，聲：矢作紗友里）
椎名和也的母親，聖也的妻子。
在原來的世界死亡後，被前任聖女玫莉涅召喚，稱號為賢者。
亞隆在三百年前被勇者平澤優也聯手聖騎士椎名聖也、賢者椎名惠、聖女玫莉涅及其他人封印。在封印亞隆當時為了保護聖女玫莉涅第一個被殺死。
玫莉涅·里拉·馬林福特（Marine Lyra Marineford，聲：中惠光城）
三百年前的馬林福特教國前任聖女，利用召喚寶玉召喚平澤優也、椎名聖也、椎名惠三人，也是優也的妻子兼初代艾斯福特王后，全名改為玫莉涅·特拉·平澤·艾斯福特（Marine Terra Hirasawa Esfort）。

### 法彼尼珥
優也·特拉·平澤·艾斯福特
詳見三百年前勇者一行
多蘭（Doran，聲：濱田賢二）
神龍族，凱恩的師父，璐莉的丈夫。
璐莉（Ruri，聲：中原麻衣）
神龍族，多蘭的妻子。

### 其他人物
麗莎貝特·範·貝內西托斯（Lisabeth van Benestos）
梅爾
虎獸人
蕾法涅·範·達路修坦因（Lefane van Dalstein，聲：小松未可子）
魔族，賽特的老婆，魔族之國中南之國的魔王妃。
對於外遇十分嚴厲，會非常吃醋。
谷市剛
凱恩的前世椎名和也與真鍋沙織的同學。

### 七柱神
馬林福特教中真實存在的七柱神，三百年前遊戲神被貶下之前為八柱神。
創造神 賽洛姆（Zenom，聲：西村知道）
創造『畢爾迪尼那』世界的神，七柱神之首。
畢爾迪尼那的其他神也是由他創造的。
曾來過現實世界考察,並以此創造出亞隆。
武神 沙勒斯（Sarnos，聲：兼政郁人）
掌管武術及體術的神。
大地神 貝拉（Bela，聲：倉持若菜）
掌管大地的神。
魔法神 蕾蘿（Reno，聲：杉山里穗）
掌管魔法的神。
技能神 葛里姆（Grim，聲：八幡諒）
掌管技能的神。
商業神 帕拿姆（Panam，聲：富士渕將行）
掌管商業的神。
生命神 萊姆（Rime，聲：中村櫻）
掌管生命的輪回與死的神。
邪神 亞隆（Aaron，聲：井上麻里奈）
原遊戲神，因策動賭上全人類性命賭局，向各國高層下達神諭，令世界陷入戰爭，而被創造神賽洛姆貶下人間，但卻因為無法剝奪神力，變成邪神。
在三百年前被勇者平澤優也聯手聖騎士椎名聖也、賢者椎名惠、聖女玫莉涅及其他人封印。

## 出版書籍

### 小說
作者：夜州
插圖：よつば（第一卷）、藻（第二卷起）
| 卷數 | 一二三書房     | 一二三書房             | 東立出版社    | 東立出版社             |
| 卷數 | 發售日期       | ISBN                   | 發售日期      | ISBN                   |
| ---- | -------------- | ---------------------- | ------------- | ---------------------- |
| 1    | 2017年6月15日  | ISBN 978-4-89199-434-1 | 2021年4月19日 | ISBN 978-957-266-729-3 |
| 2    | 2017年11月15日 | ISBN 978-4-89199-465-5 | 2022年5月9日  | ISBN 978-957-268-565-5 |
| 3    | 2018年5月15日  | ISBN 978-4-89199-501-0 | 2023年6月5日  | ISBN 978-626-360-500-8 |
| 4    | 2018年11月15日 | ISBN 978-4-89199-526-3 |               | ISBN 978-626-372-460-0 |
| 5    | 2019年5月15日  | ISBN 978-4-89199-562-1 |               |                        |
| 6    | 2019年12月15日 | ISBN 978-4-89199-608-6 |               |                        |

### 漫畫
原作：夜州
角色原案：藻
作畫：nini
| 卷數 | 一二三書房     | 一二三書房             |
| 卷數 | 發售日期       | ISBN                   |
| ---- | -------------- | ---------------------- |
| 1    | 2018年11月15日 | ISBN 978-4-8000-0805-3 |
| 2    | 2019年5月31日  | ISBN 978-4-8000-0860-2 |
| 3    | 2019年12月13日 | ISBN 978-4-8000-0924-1 |
| 4    | 2020年5月14日  | ISBN 978-4-8000-0971-5 |
| 5    | 2020年11月13日 | ISBN 978-4-8000-1033-9 |
| 6    | 2021年5月14日  | ISBN 978-4-8000-1091-9 |
| 7    | 2021年12月14日 | ISBN 978-4-8000-1157-2 |
| 8    | 2022年5月13日  | ISBN 978-4-8000-1214-2 |
| 9    | 2022年12月14日 | ISBN 978-4-8000-1279-1 |
| 10   | 2023年5月12日  | ISBN 978-4-8000-1333-0 |
| 11   | 2024年1月13日  | ISBN 978-4-8000-1416-0 |
| 12   | 2024年8月9日   | ISBN 978-4-8000-1483-2 |
| 13   | 2025年3月14日  | ISBN 978-4-8000-1561-7 |

外傳漫畫 轉生貴族的異世界冒險錄～凱恩的過度殺戮公會日記～
原作：夜州
角色原案：藻
作畫：佐々木あかね
| 卷數 | 一二三書房     | 一二三書房             |
| 卷數 | 發售日期       | ISBN                   |
| ---- | -------------- | ---------------------- |
| 1    | 2020年11月13日 | ISBN 978-4-89199-673-4 |
| 2    | 2021年7月15日  | ISBN 978-4-89199-721-2 |
| 3    | 2022年8月10日  | ISBN 978-4-89199-840-0 |
| 4    | 2023年6月15日  | ISBN 978-4-89199-982-7 |
| 5    | 2024年2月15日  | ISBN 978-4-82420-115-7 |
| 6    | 2024年6月14日  | ISBN 978-4-82420-195-9 |
| 7    | 2024年10月15日 | ISBN 978-4-82420-313-7 |
| 8    | 2025年2月15日  | ISBN 978-4-82420-374-8 |

選集漫畫 轉生貴族的異世界冒險錄 選集漫畫
原作：夜州
角色原案：藻
| 卷數 | 一二三書房    | 一二三書房             | 一二三書房 |
| 卷數 | 發售日期      | ISBN                   | 封面插圖   |
| ---- | ------------- | ---------------------- | ---------- |
| 1    | 2022年8月10日 | ISBN 978-4-89199-853-0 | bun150     |
| 2    | 2023年1月14日 | ISBN 978-4-89199-923-0 |            |
| 3    | 2023年4月14日 | ISBN 978-4-89199-955-1 |            |

## 迴響
截至2022年8月，系列累積發行逾250萬冊。改編漫畫入圍2020年電子漫畫大賞（電子漫畫大獎）（みんなが選ぶ!!電子コミック大賞）男性部門提名名單。

## 電視動畫
2022年8月5日，宣佈獲改編為將於2023年春季首播的電視動畫。

### 製作人員
- 原作：夜州
- 角色原案：藻、nini
- 導演：中村憲由
- 系列構成：高橋奈津子

### 主題曲
片頭曲「Preview」
演唱：内田彩
作詞、作曲、編曲：鶴崎輝一
片尾曲
演唱：Nanaland
作詞：古谷完；作曲、編曲：藤永龍太郎
插入歌「Endless roll」(第12話)
演唱：内田彩
作詞：東乃カノ；作曲、編曲：小野貴光

### 各話列表
| 話數 | 日文標題 | 中文標題               | 劇本              | 分鏡               | 演出                             | 作畫監督 | 总作畫監督                   | 首播日期      |
| ---- | -------- | ---------------------- | ----------------- | ------------------ | -------------------------------- | --- | ---------------------------- | ------------- |
| 1    |          | 我轉生了               | 藤本冴香          | 中村憲由           | 中村憲由                         | 野上慎也、桝井一平、杜林桂 蕭宇庭、那須野文、 （Park Yeong-hi、Park Song-hwa、Song Hyun-ju、Kim Ran-yeong、Back Yen-ju）                                                                | 德川惠梨、永井泰平           | 2023年 4月2日 |
| 2    |          | 家庭教師是冒險者       | 成田順            | 中村憲由           | 慰斗谷充孝                       | 野上慎也、鈴木伸一、杜林桂 那須野文、Han Eun mi、Kim Jong beom Park Song hwa、Park Yeong hi、Jo Won ha                                                                                  | 德川惠梨、永井泰平           | 4月9日        |
| 3    |          | 走吧，前往王都         |                   | 中村憲由           | 奥野浩行、中村憲由               | 山本径子、桝井一平、蕭宇庭 杜林桂、那須野文、go yu il jung hyun soo、yeon ji hye、kim bong duck                                                                                         | 德川惠梨、永井泰平           | 4月16日       |
| 4    |          | 王都亮相會             | 清島裕子          | 三家本泰美         | 北島勇樹、樱井木之实、江原小百合 | 德川惠梨、永井泰平、那須野文 | 4月23日                      |               |
| 5    |          | 歡迎來到超扯宅邸       | 高橋奈津子 成田順 | 清水惠藏           | 佐藤貴史                         | Rakko Kotokotu Animation 桝井一平、山本径子 | 德川惠梨、永井泰平           | 4月30日       |
| 6    |          | 與最強騎士團長決鬥約會 | 大久保昌弘        | 熨斗谷充孝         | 熨斗谷充孝                       | 山本径子、野上慎也、桝井一平 蕭宇庭、杜林桂、齋藤珍珠 那須野文、Park Song-hwa、Kim Ran-yeong Song Hyeon-ju、Han Eun-mi、Park Eun-ah Back Yeon-ju、Choi Eun-yeong、Kim Jong-bum、Big Owl | 德川惠梨、永井泰平           | 5月7日        |
| 7    |          | 新手冒險者凱恩         | 成田順            | 胡桃野圭樹         | 所俊克                           | 樱井木之实、南伸一郎、飯飼一幸 魏旭龍、陈亮、蕭宇庭 | 德川惠梨、永井泰平、那須野文 | 5月14日       |
| 8    |          | 王立學園               |                   |                    | 鬼頭和矢                         | 北島勇樹、樱井木之实、江原小百合、長濱睦輝 | 德川惠梨、永井泰平、那須野文 | 5月21日       |
| 9    |          | 修行                   | 藤本冴香          | 中村憲由           | 中村憲由                         | 桝井一平、鈴木伸一、野上慎也、HANIL ANIMATION | 德川惠梨、永井泰平、那須野文 | 5月28日       |
| 10   |          | A級冒險者的考驗        | 大久保昌弘        | 今中菜菜           | 今中菜菜、中村憲由、熨斗谷充孝   | 桝井一平、鈴木伸一、野上慎也 山本径子、清水惠藏、蕭宇庭 杜林桂、清田華穗、齋藤真珠、榎本彩芽                                                                                            | 德川惠梨、永井泰平、那須野文 | 6月4日        |
| 11   |          | 氾濫的預兆             | 大久保昌弘        | 中村憲由、清水惠藏 | 熨斗谷充孝                       | 山本径子、野上慎也、桝井一平、樱井木之实 杜伟峰、陈亮、魏旭龍、蕭宇庭、杜林桂 清田華穗、齋藤真珠、榎本彩芽                                                                              | 德川惠梨、永井泰平、那須野文 | 6月11日       |
| 12   |          | 於是成為領主           | 高橋奈津子        | 中村憲由           | 中村憲由                         | 桝井一平、山本径子、野上慎也、清水惠藏 鈴木伸一、安齊佳惠、西村華怜、飯飼一幸、蕭宇庭 杜林桂、清田華穗、齋藤真珠、榎本彩芽                                                              | 德川惠梨、永井泰平、那須野文 | 6月18日       |

## 外部連結
- 成為小說家吧官方網站（日語）
- 漫畫連載網站（日語）
- 電視動畫官方網站（日語）
- 轉生貴族的異世界冒險錄～不知自重的眾神使徒～的X（前Twitter）（日語）